# Lophoruza albidens
Lophoruza albidens là một loài bướm đêm trong họ Noctuidae.